# Rumex arpadianus
Rumex arpadianus är en slideväxtart som beskrevs av Gyula Bihari. Rumex arpadianus ingår i släktet skräppor, och familjen slideväxter. Inga underarter finns listade i Catalogue of Life.